# 中国女子排球超级联赛
中国女子排球超級联赛 （英語：China Volleyball League，简称及CVL，前稱中國女子排球聯賽），是由中国排球协会（CVA）组织的全国最高水平和級別的女子排球职业联赛，並與中國華體集團共同營運。2017-18賽季起正式更名為中国女子排球超級联赛，並採用全新標誌。
联赛创建于1996年，本有12支参赛球队／俱樂部，後來擴軍至15支。現時的賽季在每年十月下旬至次年的四月上旬在主客場舉行，歴時約五個月，當中前三個月為常規賽，其後兩個月為季後賽。
每年的聯賽冠軍將會代表中國女子排球俱樂部參加下一屆的亞洲女子排球俱樂部錦標賽（亞俱杯）。天津女排是目前聯賽成績最好的隊伍，已經奪得十六次聯賽冠軍。至目前為止，聯賽已誕生八隊冠軍隊伍。而其中天津女排、上海女排和廣東恆大女排曾奪得亞俱杯的冠軍，天津女排更奪三次亞俱杯的冠軍。
2017/18賽季起聯賽全面升級，負責營運的体育之窗不仅在内容包装制作、转播技术、衍生品开发等方面进行了全面升级，另外體育之窗的旗下子公司排球之窗已與苏宁体育、新浪体育簽約獲得新赛季中国排球超级联赛（含男子联赛、女子联赛、全明星赛）非独家新媒体版权，根据双方签署的合作协议，苏宁体育、新浪体育均将获得新赛季排超联赛不少于200场比赛（包括常规赛、季后赛、总决赛、全明星赛）的网络转播权。除了以上兩間公司外，还将有十余家媒体平台购买上述版权产品包，估計排超版权总收入可达到3000万。此外，排超联赛已经獲光明乳业、匹克体育、玲珑轮胎、可口可乐、Osports全体育传媒、运动保等多家有实力的企业和品牌贊助，让排超联赛有了更多发展的资本。
2020/21賽季由於受新冠肺炎影響，整個賽季縮短至一個月左右，並采用封闭、空场、 赛会制集中比赛，參賽球隊均會在同一比賽場地參賽，不會實行主、客場比賽。

## 現時參賽球隊
1996年聯賽（甲級聯賽）創辦時為12支球隊參加，每年聯賽最後的兩名會與乙級聯賽的球隊爭奪重回甲級聯賽資格。2017-18賽季起排超聯賽擴軍，乙組的隊伍河北女排及降級至乙組多年廣東恆大女排都自動獲得參賽資格。八一女排在2020-21賽季開始退出。2021-22賽季新球隊深圳中塞女排成立。2023-24賽季新球隊江西上饶奥飞女排成立，因此有15支參賽隊伍。

### 参赛球队（2023/24賽季）
| 球隊                  | 天津渤海銀行         | 江蘇中天鋼鐵                                | 上海光明優倍     | 北京汽車         | 深圳澳洲虎中塞龙华 |
| --------------------- | -------------------- | ------------------------------------------- | ---------------- | ---------------- | ------------------ |
| 上賽季成績（2022-23） | 冠軍                 | 第六名                                      | 亞軍             | 第八名           | 季軍               |
| 最佳成績              | 十五冠               | 冠軍 (2016-17)                              | 五冠             | 冠軍 (2018-19)   | 季軍（2022-23）    |
| 球隊                  | 辽宁腾达东港草莓联盟 | 山東日照鋼鐵                                | 廣東台山和力     | 福建安溪铁观音   | 浙江西塘·姚庄      |
| 上賽季成績（2022-23） | 第七名               | 第五名                                      | 第十一名         | 第四名           | 第十名             |
| 最佳成績              | 冠軍 (2005-06)       | 第五名 (2005-06, 2006-07, 2020-21，2021-22) | 冠軍 (2011-12)   | 第四名 (2022-23) | 冠軍 (2013-14)     |
| 球隊                  | 河南双汇             | 四川                                        | 雲南大學滇池学院 | 河北             | 江西上饶奥飞       |
| 上賽季成績（2022-23） | 第九名               | 第十二名                                    | 第十四名         | 第十三名         | -                  |
| 最佳成績              | 季軍 (2005-06)       | 季軍 (1998-99)                              | 第九名 (2020-21) | -                | -                  |

| 球隊               | 主球馆                                      |
| ------------------ | ------------------------------------------- |
| 北京汽車           | 北京光彩体育馆                              |
| 福建安溪铁观音     | 福建安溪梧桐体育馆 / 福建师大仓山校区体育馆 |
| 廣東台山和力       | 广东台山体育馆                              |
| 江蘇中天鋼鐵       | 常州中天鋼鐵体育馆                          |
| 遼寧东港草莓联盟   | 东港体育馆                                  |
| 山东日照鋼鐵       | 日照香河体育公园                            |
| 上海光明優倍       | 上海卢湾体育馆                              |
| 天津渤海銀行       | 天津武清体育中心体育馆                      |
| 浙江西塘·姚庄      | 嘉善姚庄体育馆                              |
| 河南双汇           | 漯河市体育中心体育馆                        |
| 四川               | 四川高县翰笙文化体育艺术中心                |
| 深圳澳洲虎中塞龙华 | 深圳市龙华文体中心综合馆                    |
| 雲南大學滇池学院   | 禄丰市体育馆                                |
| 河北               | 河北农业大学（西校区）体育馆                |
| 江西上饶奥飞       | 上饶市体育中心体育馆                        |

## 現時賽制
賽季回归主客场賽制，並分為四個階段進行。
- 第一阶段

第一阶段主客场双循环赛。按照上个赛季的中超排名，分为A、B两组。
- 第二阶段

四分之一决赛: A组和B组的前四名球队将按照A1-B4、A2-B3、A3-B2和A4-B1进行四分之一决赛。
采用三场两胜。第一阶段排名垫底的球队有一场主场比赛，第一阶段排名靠前的球队有两场主场比赛。
- 第三阶段（半決賽）

A1-B4的胜者与A3-B2的胜者对弈，A2-B3的胜者与A4-B1的胜者对弈。
半决赛也采用三场两胜制，和四分之一决赛一样，第一阶段排名垫底的球队要打一场主场比赛，第一阶段排名靠前的球队要打接下来的两场主场比赛。
- 第四阶段（決賽）

采用五场四胜制。第一阶段的顶级球队，第一个客场，然后两个主场，然后一个客场，一个主场。
如果第一阶段排名相同，则比较平均胜率，C值高的和Z值高的有三个主场。

## 比赛积分計算
第一階段和第二階段決定排名辦法：
1. 勝場：同組比賽中獲勝的比賽場次數量，勝場多者排名在前。
2. 比賽積分：當兩支或兩支以上的隊勝場相等時，比賽積分多者排名在前，計分方法如下：
- 3：0或3：1胜 积3分
- 3：2胜       积2分
- 2：3负       积1分
- 1：3或0：3负积0分

## 外援及轉會制度
1998-1999赛季中国排球联赛首次实行运动员转会制度。在外援引进方面，天津女排成为第一个引進外援的俱乐部。1999年，天津女排主教练赵雪琪引进俄罗斯主攻切连科娃，开創了中国排球联赛引进外援的先河。切连科娃在联赛大部分时间打替补角包，赵雪琪启用吕超、张静坤、柳春莹、丁红莹、杨洁等本土球员主打获得第六名。其後在2001-2004年也相繼引入少量外援。
在2010年，當時執掌廣東恆大女排的郎平開始引進來自美國的洛根·湯娒及塞爾維亞的约瓦娜·布拉科切维奇等名將。在之後的赛季也陸續吸引不少高水平及實力級外援加盟聯賽當中。直到目前為止，中国女排联赛已吸引了不少其他國家的球員加盟，如古巴、塞爾維亞、美國、巴西，以至德國、泰國、波兰及阿塞拜疆等地球員。當中不乏一線球星，例如2016-17賽季加盟天津渤海銀行权健女排的塞爾維亞名將布蘭克莎·米赫露域，2017-18賽季加盟上海光明優倍女排的韓國名將金軟景和2018-19賽季加盟廣東恒大女排的巴西主力得分名將坦達拉，2019-20賽季加盟上海光明優倍女排的美國女排隊長喬丹·拉爾森，加盟廣東恆大女排的俄羅斯名將塔蒂亚娜·科舍列娃，2020-21賽季加盟廣東恆大女排的美國女排成員凱爾西·羅賓遜，2021-2022賽季加盟天津渤海银行女排的土耳其球員梅麗莎·巴爾加斯等。
在外援的使用上，联赛规定，各隊在聯賽開始前引援數目不設上限，而在比赛中每隊允许有最多两名外援同时上场。
另外，本土的球員在聯賽開始至結束可最多臨時轉會一次，轉會市場通常在第一階段及第二階段結束後較為活躍，而每个俱乐部允许临时转会最多两名运动员，以讓晉級的隊伍補充後備能力及彌補陣容上的不足。

### 近賽季的外援數字統計
- 2016/17賽季共6支隊伍引入共11名外援
- 2017/18賽季共3支隊伍引入共6名外援
- 2018/19賽季共5支隊伍引入共10名外援
- 2019/20賽季共7支隊伍引入共14名外援
- 2020/21賽季共3支隊伍引入共5名外援
- 2021/22賽季共3支隊伍引入共4名外援
- 2022/23賽季共6支隊伍引入共14名外援
- 2023/24賽季共8支隊伍引入共14名外援

## 全明星賽
中國女排聯賽在1996年開辦之後的三個賽季均舉辦了全明星賽。但1998-1999賽季全明星賽結束後，這一賽事被中斷。1997年，中国排协在首届职业联赛和八运会较量结束后适时推出南北明星对抗赛，将国手和联赛中表现抢眼的选手以长江为界一分为二进行分组对抗。1997-1998赛季，排协推出的明星赛以联赛亚军得主江苏男女排为班底组建明星联队，分别向女排联赛冠军上海和男排联赛冠军四川对抗。1998-1999赛季，当年的明星赛将中国女排国家队分为李宁队和波特队隔网对抗，国家队新旧主帅胡进和郎平在赛前举行感人至深的交接仪式。最終李宁明星队以3比2击败波特明星队，五局比分为18-25、25-23、21-25、25-22、15-11。
直到2016-2017賽季才再度推出近年排球聯賽的首個全明星賽，於2017年2月26日舉行，比賽由中國排球協會主辦，排球之窗、新浪體育以及深圳電視台聯合推出。其後兩個賽季亦有舉辦全明星賽，2019/20及2020/21賽季因考慮到疫情問題停辦，直至2021/22賽季復辦。

### 2016-2017賽季全明星賽
- 採用男女混編分組對抗，根據地域分為南北明星隊
- 南方北方全明星赛分为5局进行，每局13分钟。第一、二局为全明星男队对抗，第三局为元老明星男女混合比赛，第四、第五局为全明星女队对抗

北方明星隊: 天津、遼寧、北京、山東、河南、河北、八一
南方明星隊: 江蘇、浙江、上海、四川、福建、雲南、湖北

### 2017-2018賽季全明星賽
- 採用男女分組對抗，分數分開計算，根據地域分為南北明星隊
- 分为4局进行，每局20分钟。第一、二局为全明星男队对抗，第三、第四局为全明星女队对抗，兩局限時內取得較多分數的一方勝出
- 首次新增設技巧大賽，比賽內容包括发球精准挑战赛、扣球大赛、传垫技巧大赛

### 2018-2019賽季全明星賽
- 採用男女分組對抗，分數分開計算，對陣雙方採用本賽季的冠軍隊及由球迷投票選出的明星隊
- 分为4局进行，每局25分钟。第一、二局为全明星男队及男冠軍隊对抗，第三、第四局为全明星女队及女冠軍隊对抗，兩局限時內取得較多分數的一方勝出

### 過往全明星賽結果
| 賽季    | 舉辦地點       | 舉辦日期        | 比分                            | 勝方         | 獎項 | 技巧大賽冠軍球員                                                                     |
| ------- | -------------- | --------------- | ------------------------------- | ------------ | --- | ------------------------------------------------------------------------------------ |
| 2016-17 | 深圳寶安體育館 | 2月26日         | 北方明星隊 59-47 南方明星隊     | 北方明星隊   | 最佳人气教练：蔡斌（南方明星隊） 最佳人气女运动员：惠若琪（南方明星隊）                                                        | -                                                                                    |
| 2017-18 | 深圳寶安體育館 | 4月13日-4月14日 | 北方女明星隊 32-29 南方女明星隊 | 北方女明星隊 | 最佳人气女运动员：丁霞（北方女明星隊） 最闪耀健康光彩球员奖：袁心玥（北方女明星隊） 最受欢迎国际球员奖：金软景（南方女明星隊） | 发球精准挑战赛：袁心玥 扣球大赛：刘晓彤 传垫技巧大赛：姚迪及丁慧（與男子組球員搭檔） |

## 升降級資格賽
每屆聯賽排名最後的兩支球隊（第11及12名）需通過參加資格賽確定是否獲得下一屆的參賽資格，會與乙組的球隊角逐前兩名，賽事採用單循環賽制決定名次。隨著聯賽在2017-18賽季擴軍，此資格賽已被取消。

## 歷屆成績
| 賽季    | 冠軍                 | 总比分                     | 亚軍                   | 季軍                   |
| ------- | -------------------- | -------------------------- | ---------------------- | ---------------------- |
| 2024-25 | 江蘇中天鋼鐵女排     | 2-0 回復三场兩胜制         | 上海光明優倍女排       | 遼寧東港草莓女排       |
| 2023-24 | 天津渤海銀行女排     | 3-1 回復五场三胜制         | 上海光明優倍女排       | 江蘇中天鋼鐵女排       |
| 2022-23 | 天津渤海銀行女排     | 2-0                        | 上海光明優倍女排       | 深圳澳洲虎中塞龙华女排 |
| 2021-22 | 天津渤海銀行女排     | 2-0                        | 江蘇中天鋼鐵女排       | 上海光明優倍女排       |
| 2020-21 | 天津渤海銀行女排     | 2-1 回復三场兩胜制         | 江蘇中天鋼鐵女排       | 上海光明優倍女排       |
| 2019-20 | 天津渤海銀行女排     | 3-0                        | 上海光明優倍女排       | 北京汽車女排           |
| 2018-19 | 北京汽車女排         | 3-0 回復五场三胜制         | 天津渤海銀行女排       | 上海光明優倍女排       |
| 2017-18 | 天津渤海銀行女排     | 4-3 开始启用七场四胜制     | 上海光明優倍女排       | 江蘇中天鋼鐵女排       |
| 2016-17 | 江蘇中天鋼鐵女排     | 3 - 1                      | 浙江嘉善農商銀行女排   | 天津渤海銀行女排       |
| 2015-16 | 天津渤海銀行女排     | 3 - 1                      | 江蘇中天鋼鐵女排       | 上海東浩蘭生女排       |
| 2014-15 | 八一克明面业女排     | 3 - 0 (开始启用五场三胜制) | 上海東浩蘭生女排       | 江蘇中天鋼鐵女排       |
| 2013-14 | 浙江嘉善農商銀行女排 | 2 - 1                      | 天津普利司通女排       | 八一克明面业女排       |
| 2012-13 | 天津普利司通女排     | 2 - 0                      | 廣東恆大女排           | 浙江开元女排           |
| 2011-12 | 廣東恆大女排         | 2 - 0                      | 上海邓禄普国华人寿女排 | 天津普利司通女排       |
| 2010-11 | 天津普利司通女排     | 2 - 1                      | 廣東恆大女排           | 上海邓禄普女排         |
| 2009-10 | 天津普利司通女排     | 2 - 0 (回復三场两胜制)     | 上海邓禄普女排         | 八一克明面业女排       |
| 2008-09 | 天津普利司通女排     | 3 - 1                      | 上海邓禄普女排         | 江蘇華東有色女排       |
| 2007-08 | 天津普利司通女排     | 3 - 0 (开始启用四场三胜制) | 八一克益阳高新区女排   | 上海东方女排           |
| 2006-07 | 天津普利司通女排     | 2 - 0                      | 遼寧大连高新园区女排   | 江蘇儀征化纖女排       |
| 2005-06 | 遼寧大连高新园区女排 | 2 - 0                      | 天津普利司通女排       | 河南华威制药女排       |
| 2004-05 | 天津普利司通女排     | 2 - 0 (开始启用三场两胜制) | 八一雪中飞女排         | 浙江亿嘉女排           |
| 2003-04 | 天津普利司通女排     | -                          | 八一益阳女排           | 遼寧通信环宇女排       |
| 2002-03 | 天津普利司通女排     | -                          | 八一靖福牌女排         | 遼寧电信环宇女排       |
| 2001-02 | 八一波司登女排       | - (开始启用交叉赛赛制)     | 遼寧电信环宇女排       | 天津普利司通女排       |
| 2000-01 | 上海有线女排         | 2 - 0                      | 八一波司登女排         | 遼寧电信环宇女排       |
| 1999-00 | 上海有线女排         | 2 - 0 (开始启用三场两胜制) | 江蘇儀征化纖女排       | 八一波司登女排         |
| 1998-99 | 上海有线女排         | -                          | 浙江南都女排           | 四川科利多女排         |
| 1997-98 | 上海有线女排         | -                          | 江蘇儀征化纖女排       | 浙江四维女排           |
| 1996-97 | 上海有线女排         | -                          | 江蘇儀征化纖女排       | 浙江四维女排           |

## 歷屆獎項及最佳陣容
| 賽季    | 獎項、最佳陣容 |
| ------- | --- |
| 1996-97 | - 最佳教练：张臣吉（上海有线） - 最佳运动员: 王怡（上海有线），殷茵（浙江四维） - 最佳扣球：殷茵（浙江四维） - 最佳二传：诸韵颖（上海有线） - 最佳拦网：吴咏梅（八一） - 最佳发球：邱爱华（江苏仪化） - 最佳防守：李艳（福建石狮旅港同乡公会） - 最佳一传：孙玥（江苏仪化） |
| 1997-98 | - 最佳教练：蔡斌（上海有线） - 最有价值运动员：诸韵颖（上海有线） - 最佳扣球：殷茵（浙江四维） - 最佳二传：诸韵颖（上海有线） - 最佳拦网：杨洁（天津锦湖轮胎） - 最佳发球：邱爱华（江苏仪化） - 最佳防守：张静坤（天津锦湖轮胎） - 最佳一传：迟蓉（四川重庆长安汽车集团） |
| 1998-99 | - 最佳教练：蔡斌（上海有线） - 最有价值运动员：孙玥（江苏仪化） - 最佳扣球：陈静（四川科利多） - 最佳二传：诸韵颖（上海有线） - 最佳拦网：刘振家（上海有线） - 最佳发球：王丽娜（八一八达） - 最佳防守：吴咏梅（八一八达） - 最佳一传：熊姿（四川科利多） |
| 1999-00 | - 最佳教练：蔡斌（上海有线） - 最佳扣球：董凌鸥（八一中盟） - 最佳二传：诸韵颖（上海有线） - 最佳拦网：陈静（四川科利多） - 最佳发球：白云（八一中盟） - 最佳防守：杨洁（天津锦湖轮胎） - 最佳一传：张娜（天津锦湖轮胎） |
| 2000-01 | - 最佳教练：蔡斌（上海有线） - 最受欢迎球员：索玛（南京部队大红鹰） - 最佳扣球：张越红（辽宁电信环宇） - 最佳二传：诸韵颖（上海有线） - 最佳拦网：冯坤（北京） - 最佳发球：熊姿（四川） - 最佳防守：佘文娟（北京） - 最佳一传：张娜（天津普利司通） |
| 2001-02 | - 最佳教练：林榆廷（八一波司登） - 最受欢迎球员：赵蕊蕊（八一波司登） - 最佳扣球：张越红（辽宁电信环宇） - 最佳二传：宋妮娜（八一波司登） - 最佳拦网：陈静（四川新雅鹿） - 最佳发球：王丽娜（八一波司登） - 最佳防守：杨洁（天津普利司通） - 最佳自由人：李颖（八一波司登） |
| 2002-03 | - 最佳教练：王宝泉（天津普利司通） - 最受欢迎球员：王丽娜（八一曲靖福牌） - 最佳扣球：周苏红（浙江亿嘉） - 最佳二传：宋妮娜（八一曲靖福牌） - 最佳拦网：陈静（四川利君） |
| 2003-04 | - 最佳教练：王宝泉（天津普利司通） - 最受欢迎球员：赵蕊蕊（八一益阳） - 最佳扣球：杨昊（辽宁电信环宇） - 最佳拦网：李姗（天津普利司通） - 最佳发球：王丽娜（八一益阳） |
| 2004-05 | - 最佳教练：王宝泉（天津普利司通） - 最受欢迎球员：周苏红（浙江亿嘉） - 最佳扣球：陆艳（江苏仪化） - 最佳拦网：索玛（八一雪中飞） - 最佳发球：王丽娜（八一雪中飞） |
| 2005-06 | - 最佳教练：岳金库（辽宁大连高新园区） - 最受欢迎球员：张萍（天津普利司通） - 最佳扣球：李娟（天津普利司通） - 最佳拦网：李娟（天津普利司通） - 最佳发球：杨洁（天津普利司通） |
| 2006-07 | - 最佳教练：王宝泉（天津普利司通） - 最受欢迎球员：魏秋月（天津普利司通） - 最佳扣球：张越红（辽宁大连高新园区） - 最佳拦网：胡莹（辽宁大连高新园区） - 最佳发球：王一梅（辽宁大连高新园区） |
| 2007-08 | - 最佳教练：王宝泉（天津普利司通） - 最受欢迎球员：王晨（四川九寨沟） - 最佳扣球：薛明（北京燕京啤酒） - 最佳拦网：薛明（北京燕京啤酒） - 最佳发球：陈瑶（八一益阳高新区） |
| 2008-09 | - 最佳教练：王宝泉（天津普利司通） - 最受欢迎球员：陈瑶（八一克明面业） - 最佳扣球：杨洁（天津普利司通） - 最佳拦网：马蕴雯（上海邓禄普） - 最佳发球：叶苓（浙江开元） - 最佳赛区：天津赛区 |
| 2009-10 | - 最佳教练：王宝泉（天津普利司通） - 最受欢迎球员：王晨（四川九寨沟） - 最佳扣球：陈瑶（八一克明面业） - 最佳拦网：杨婕（上海邓禄普） - 最佳发球：陈丽怡（天津普利司通） |
| 2010-11 | - 最佳教练：刘晓明 （天津普利司通） - 最受欢迎球员：魏秋月（天津普利司通） - 最佳扣球：张晓婷（天津普利司通） - 最佳拦网：杨舟（浙江开元） - 最佳发球：马蕴雯（上海邓禄普） |
| 2011-12 | - 最佳教练：郎平 （广东恒大） - 最佳得分球员：卡莎-斯科沃隆斯卡（广东恒大） - 最佳扣球：王林（山东莱商银行） - 最佳拦网：王宁（天津普利司通） - 最佳发球：王一梅（辽宁） |
| 2012-13 | - 最佳教练：王宝泉（天津渤海銀行） - 最佳得分球员：李靜（浙江嘉善农商银行） - 最佳扣球：李靜（浙江嘉善农商银行） - 最佳拦网：杨舟（浙江嘉善农商银行） - 最佳发球：曾春蕾（北京汽车） - 最佳赛区：浙江嘉善赛区 |
| 2013-14 | - 最佳教练：吴胜（浙江嘉善农商银行） - 最佳得分：李靜（浙江嘉善农商银行） - 最佳扣球：刘聪聪（八一克明面业） - 最佳拦网：杨舟（浙江嘉善农商银行） - 最佳发球：李莹（天津渤海銀行） - 最佳赛区：浙江嘉善赛区、天津赛区 |
| 2014-15 | - 最佳教练：俞觉敏（八一克明面业） - 最佳得分：李靜（浙江嘉善农商银行） - 最佳扣球：李靜（浙江嘉善农商银行） - 最佳拦网：杨舟（浙江嘉善农商银行） - 最佳发球：王云蕗（八一克明面业） - 最佳赛区：浙江嘉善赛区、江苏常州赛区 |
| 2015-16 | - 最佳教练：王宝泉（天津渤海銀行） - 最有价值球员：张常宁（江苏中天鋼鐵） - 最佳新人：龚翔宇（江苏中天鋼鐵） - 最佳主攻：张常宁（江苏中天鋼鐵），刘晏含（八一深圳） - 最佳副攻：颜妮（辽宁大連金普新區），王宁（天津渤海銀行） - 最佳接应：卡里罗（天津渤海銀行） - 最佳二传：姚迪（天津渤海銀行） - 最佳自由人：陈展（江苏中天鋼鐵）                                                                |
| 2016-17 | - 最佳教练：蔡斌（江苏中天鋼鐵） - 最有价值球员：张常宁（江苏中天鋼鐵） - 最佳发球：张常宁（江苏中天鋼鐵） - 最佳外援：鲁尔克（四川勁浪體育） - 最佳拦网：王辰玥（江苏中天鋼鐵） - 最佳二传：刁琳宇（江苏中天鋼鐵） - 最佳扣球：李静（浙江嘉善農商銀行） - 最佳自由人：陈展（江苏中天鋼鐵） |
| 2017-18 | - 最佳教练：陈友泉（天津渤海銀行） - 最有价值球员：李盈莹（天津渤海銀行） - 最佳发球：张常宁（江苏中天鋼鐵） - 最佳外援：金软景（上海光明優倍） - 最佳拦网：袁心玥（八一深圳） - 最佳二传：姚迪（天津渤海銀行） - 最佳扣球：李静（浙江嘉善西塘古鎮） - 最佳自由人：孟子旋（天津渤海銀行） |
| 2018-19 | - 此賽季沒有評選最佳陣容 |
| 2019-20 | - 最佳教练：王宝泉（天津渤海銀行） - 最有价值球员：朱婷（天津渤海銀行） - 最佳主攻：朱婷（天津渤海銀行）、李盈莹 （天津渤海銀行） - 最佳副攻：王媛媛（天津渤海銀行）、张宇（北京汽车） - 最佳二传：姚迪（天津渤海銀行） - 最佳接應：龚翔宇（江苏中天钢铁） - 最佳自由人：林莉（广东恒大） |
| 2020-21 | - 最佳教练：王宝泉（天津渤海銀行） - 最有价值球员：朱婷（天津渤海銀行） - 最佳主攻：张常宁（江苏中天鋼鐵）、李盈莹 （天津渤海銀行） - 最佳副攻：王媛媛（天津渤海銀行）、胡铭媛（辽宁华君） - 最佳二传：刁琳宇（江苏中天钢铁） - 最佳接應：龚翔宇（江苏中天钢铁） - 最佳自由人：王梦洁（山东日照钢铁）                                                                                                |
| 2021-22 | - 最佳教练：王宝泉（天津渤海銀行） - 最有价值球员：李盈莹（天津渤海銀行） - 最佳主攻：李盈莹（天津渤海银行）、仲惠 （上海光明优倍） - 最佳副攻：袁心玥（天津渤海銀行）、胡铭媛（辽宁华君） - 最佳二传：姚迪（天津渤海银行） - 最佳接應：龚翔宇（江苏中天钢铁） - 最佳自由人：王唯漪（上海光明优倍）                                                                                                  |
| 2022-23 | - 最佳教练：王宝泉（天津渤海銀行） - 最有价值球员：李盈莹（天津渤海銀行） - 最佳主攻：李盈莹（天津渤海银行）、仲惠 （上海光明优倍） - 最佳副攻：王媛媛（天津渤海銀行）、薛翼枝（深圳澳洲虎中塞龙华） - 最佳二传：姚迪（天津渤海银行） - 最佳接應：郑益昕（福建安溪铁观音） - 最佳自由人：王唯漪（上海光明优倍） - 最具人气运动员：李盈莹（天津渤海銀行） - 最佳外援：梅麗莎·巴爾加斯（天津渤海銀行） |
| 2023-24 | - 最佳教练：王宝泉（天津渤海銀行） - 最有价值球员：李盈莹（天津渤海銀行） - 最佳主攻：李盈莹（天津渤海银行）、吳夢潔 （江苏中天钢铁） - 最佳副攻：袁心玥（天津渤海銀行）、高意（上海光明优倍） - 最佳二传：姚迪（天津渤海银行） - 最佳接應：龚翔宇（江苏中天钢铁） - 最佳自由人：倪非凡（江苏中天钢铁） - 最佳外援：安娜·拉扎列娃（北京汽车）                                                        |
| 2024-25 | - 最有价值球员：吴梦洁（江苏中天钢铁） - 最佳主攻：李盈莹（天津渤海银行）、吳夢潔 （江苏中天钢铁） - 最佳副攻：王媛媛（天津渤海銀行）、胡铭媛（遼寧東港草莓） - 最佳二传：姚迪（天津渤海银行） - 最佳接應：龚翔宇（江苏中天钢铁） - 最佳自由人：倪非凡（江苏中天钢铁） - 最佳外援：吉內裡·馬丁內斯（遼寧東港草莓）                                                                                   |

## 歷屆最有價值球員 (MVP)
| 賽季    | 最有价值球员 (MVP)    |
| ------- | --------------------- |
| 1996-97 | 王怡                  |
| 1997-98 | 诸韵颖                |
| 1998-99 | 孙玥                  |
| 1999-00 | 空缺                  |
| 2000-01 | 空缺                  |
| 2001-02 | 空缺                  |
| 2002-03 | 張萍                  |
| 2003-04 | 楊昊 (1)              |
| 2004-05 | 周苏红                |
| 2005-06 | 楊昊 (2)              |
| 2006-07 | 刘亚男                |
| 2007-08 | 李娟                  |
| 2008-09 | 殷娜                  |
| 2009-10 | 魏秋月 (1)            |
| 2010-11 | 约瓦娜·布拉科切维奇   |
| 2011-12 | 魏秋月 (2)            |
| 2012-13 | 卡特熱娜·斯科臥隆斯卡 |
| 2013-14 | 李靜                  |
| 2014-15 | 刘晏含                |
| 2015-16 | 張常寧 (1)            |
| 2016-17 | 張常寧 (2)            |
| 2017-18 | 李盈莹 (1)            |
| 2018-19 | N/A                   |
| 2019-20 | 朱婷 (1)              |
| 2020-21 | 朱婷 (2)              |
| 2021-22 | 李盈莹 (2)            |
| 2022-23 | 李盈莹 (3)            |
| 2023-24 | 李盈莹 (4)            |
| 2024-25 | 吳夢潔                |

## CVL联赛纪录

### 个人单场纪录
| 项目     |    | 球员   | 所在球队     | 数据 | 比赛                       | 赛季          |
| -------- | -- | ------ | ------------ | ---- | -------------------------- | ------------- |
| 单场得分 | 现 | 李盈莹 | 天津渤海銀行 | 45分 | 天津渤海銀行：上海光明優倍 | 2017-2018赛季 |
| 单场得分 | 前 | 朱婷   | 河南鑫苑     | 43分 | 河南鑫苑 ：山东莱商银行    | 2013-2014赛季 |

### 个人单赛季纪录
| 项目     |    | 球员   | 所在球队     | 数据  | 赛季          | 註                                   |
| -------- | -- | ------ | ------------ | ----- | ------------- | ------------------------------------ |
| 總得分   | 现 | 李盈莹 | 天津渤海銀行 | 804分 | 2017-2018赛季 | 首位單賽季總得分超過700及800分的球員 |
| 總得分   | 前 | 张常宁 | 江蘇中天鋼鐵 | 607分 | 2015-2016赛季 |                                      |
| 项目     |    | 球员   | 所在球队     | 数据  | 赛季          | 註                                   |
| 拦网得分 | 现 | 王辰玥 | 江蘇中天鋼鐵 | 118分 | 2016-2017赛季 |                                      |

### 奪得最有价值球员 (MVP) 次數纪录
| 球员   | 所在球队     | 次數 | 赛季                                    |
| ------ | ------------ | ---- | --------------------------------------- |
| 李盈莹 | 天津渤海銀行 | 4次  | 2017-2018,2021-2022,2022-2023,2023-2024 |

## 官方贊助商
首届联赛冠名为“1996-1997金施尔康全国排球联赛”，赛事杯名推广商为香港精英集团。由于外商对中国体育产业市场不了解，香港精英集团在第二届联赛时撕毁协议退出全国排球联赛的推广活动，该届联赛也因此遭遇了没有冠名赞助的窘境。维达纸业有限公司冠名赞助了第三届和第四届的联赛，之後步步高连续冠名七届联赛，此后安踏赞助了三届联赛，361°从2010-2011赛季冠名赞助至2015-2016赛季。2016-2017賽季361°在聯賽開始前突然取消冠名赞助，聯賽被迫再次面臨“裸奔”。2017-2018賽季起联赛正式更名為中国女子排球超級联赛，獲得多家公司贊助支持，而匹克體育成為服裝設備的主贊助商。

### 歷年官方赞助商一览
| 贊助年份或賽季 | 贊助公司 |
| -------------- | -------- |
| 1996-1997      | 金施爾康 |
| 1997-1998      | -        |
| 1998-2000      | 維達     |
| 2000-2007      | 步步高   |
| 2007-2010      | 安踏     |
| 2010-2016      | 361°     |
| 2016-2017      | -        |
| 2017-          | 匹克體育 |

## 球队夺冠次數統計
| 球队                 | 夺冠次数 | 奪冠賽季 |
| -------------------- | -------- | --- |
| 天津渤海銀行女排     | 16次     | 2002/03, 2003/04, 2004/05, 2006/07, 2007/08, 2008/09, 2009/10, 2010/11, 2012/13, 2015/16, 2017/18, 2019/20, 2020/21, 2021/22, 2022/23, 2023/24 |
| 上海女排             | 5次      | 1996/97, 1997/98, 1998/99, 1999/00, 2000/01 |
| 八一女排             | 2次      | 2001/02, 2014/15 |
| 江蘇中天鋼鐵女排     | 2次      | 2016/17, 2024/25 |
| 遼寧女排             | 1次      | 2005/06 |
| 廣東恆大女排         | 1次      | 2011/12 |
| 浙江嘉善農商銀行女排 | 1次      | 2013/14 |
| 北京汽車女排         | 1次      | 2018/19 |

## 外部連結
- 中国排球协会官方网站
- 聯賽競賽手冊
- 中国女子排球超級联赛官方网站 （页面存档备份，存于）